# Caudiptèrids
Els caudiptèrids (Caudipteridae) constitueixen una família de dinosaures oviraptorosaures que visqueren al Cretaci inferior. Trobats a la formació de Yixian i la formació de Jiufotang, aquest grup va existir fa entre 125 i 120 milions d'anys.